# Prinses Zagemeel
Prinses Zagemeel is het zevende stripverhaal uit de reeks van Suske en Wiske. Het is geschreven en getekend door Willy Vandersteen. Het werd gepubliceerd in De Standaard van 8 november 1947 tot en met 19 maart 1948.
De eerste albumuitgave was in 1949, destijds in de Vlaamse ongekleurde reeks. Het verhaal kreeg hier nummer 5. In 1972 is het opnieuw uitgebracht in de Vierkleurenreeks, met albumnummer 129. De oorspronkelijke verhaalversie verscheen in 1982 nog eens in Suske en Wiske Klassiek.

## Locaties
- België, Bagdada[1] (Irak), woestijn en paleis van een tovenaar, weverij

## Personages
- Suske, Wiske met Schalulleke, Lambik, Sidi-ben-Moka (tchouk-tchouk), Shehera-Sa-Gamell (prinses), Ali-ben-Salami (tovenaar), 40 rovers, de reus Poze-khes-oep

## Uitvindingen
- de gyronef

## Het verhaal
Lambik wil op de groentemarkt niet aan Suske en Wiske vertellen waarom hij de omtrek van de hoef van een paard wil tekenen. Suske en Wiske zien dat hij een halster, teugels en een zak koopt en in zijn tuin als paard gaat staan. Lambik legt uit dat de mensen volgens hem in vrede zouden kunnen leven als ze zich als paarden zouden gaan gedragen, dus wil hij zelf het voorbeeld geven.
Sidi-ben-Moka wil Schalulleke ruilen tegen zijn tapijten uit Kortrijk. Als Wiske weigert, pakt hij het popje af. Ze horen nog hoe de man roept dat Shehera-Sa-Ga-mell naar het Oosten zal wederkeren, maar ze raken hem kwijt. De man wordt aangereden door een auto en de kinderen gaan naar het ziekenhuis, maar Schalulleke blijkt verdwenen te zijn. ’s Nachts droomt Sidi-ben-Moka over Schalulleke en vliegt naar haar toe, hij botst tegen een lantaarnpaal voor het huis van Lambik. Lambik wil net naar Wiske bellen om te vertellen dat hij Schalulleke gevonden heeft, als Sidi bij hem aanbelt.
Sidi wil Schalulleke ruilen tegen een toverspreuk uit het Boek der Sterren, maar als Lambik de radio aandoet verdwijnt de man hierin met Schalulleke. Lambik heeft nog de helft van de tekst kunnen pakken en leest de tekst “Ikhe beni ena ez el” voor, waarna hij plotseling voor de helft verandert in een paard en een spraakgebrek heeft. Suske en Wiske komen naar het huis van Lambik en via het Radio Instituut komen ze erachter dat Sidi met Schalulleke in Bagdad in Irak is aangekomen. Suske en Wiske zijn blij dat ze naar het land van de sprookjes van Duizend-en-een-nacht kunnen reizen en maken de Gyronef klaar voor vertrek. De vrienden komen aan in de woestijn en storten neer omdat ze zonder benzine zitten. Ze gaan naar een Karavansera en dossen zich uit als Arabieren.
Wiske ziet Sidi, die verklaart dat hij in de macht is van een boze geest. Hij heeft zichzelf laten opsluiten in een grote kruik, zodat hij niet meer richting Bagdada wordt getrokken. Wiske heeft iemand met water omvergelopen en deze smijt een vaas uit wraak, Sidi wordt door deze vaas getroffen en vliegt uit de kruik richting Bagdada. De vrienden gaan op kamelen achter hem aan. Lambik hoort intussen op de radio een bericht van Ali-ben-Salami die vertelt dat ze de achtervolging moeten staken. Als de hyena driemaal zal huilen, zal er onheil over de vrienden komen. De vrienden schieten een hyena neer nadat hij gehuild heeft. Vreemd genoeg staat de dode hyena weer op en huilt opnieuw en Wiske vindt een ruïne van het paleis van Ali Baba, ze weet over het verhaal van de koopman bij wie veertig rovers in kruiken werden binnengesmokkeld. Hij liet kokende olie in de kruiken gieten en alle rovers kwamen om. Wiske vindt inderdaad skeletten in de kruiken.
Als de hyena voor de derde maal huilt, komen de rovers tevoorschijn uit de kruiken. Er volgt een gevecht met de vrienden. Dan breekt een zandstorm uit en de vrienden kunnen ontkomen aan de rovers. Ze komen ‘s nachts aan in een oase. Sidi is ook in de oase en wordt gevonden als Suske water wil halen. Sidi vertelt dat de zandstorm de toverkracht verbrak en hij neerstortte. Sidi is ernstig gewond en geeft Schalulleke terug aan Wiske en vertelt het verhaal over prinses Shehera-Sa-Gamell die zeven maal honderd jaar geleden leefde. Ze regeerde over Bagdada en Sidi was een arme sprookjesverteller. Prinses Shehera-Sa-Gamell was onder de indruk van zijn verhalen en weigerde te trouwen met de machtige tovenaar Ali-ben-Salami. Uit wraak betoverde de tovenaar beide op de avond voor hun huwelijk, de beide verliefden werden waaimbomen.
De bevolking van Bagdada stierf en de stad verging tot puin, behalve het paleis waar nu de tovenaar woont. Een houthakker kapte de boom waar Shehera-Sa-Gamell in zit en later trof een bliksemstraal de boom van Sidi, waardoor zijn geest kon ontsnappen. Hij nam de gedaante van een tchouk-tchouk aan en volgde de boom van Shehera-Sa-Gamell naar Europa. In Antwerpen hoorde hij dat een poppenfabrikant de boom tot zaagsel had verpulverd en hij kwam erachter dat het zaagsel van Schalulleke van de prinses afkomstig is. Dan sterft Sidi-ben-Moka en de vrienden begraven hem in de oase, maar even later komt de geest van Sidi-ben-Moka weer tevoorschijn en vervolgt zijn verhaal. Hij stelt voor de geest van de prinses uit het zaagsel te halen en als de toverspreuk is verbroken zal Lambik misschien ook weer zijn oude gedaante terugkrijgen.
Ali-ben-Salami ziet in het magische oogglas van een monokelslang dat de vrienden zijn kasteel naderen en hij laat de toegang versplinteren door een bliksemflits. Ze gaan op zoek naar de ingang van Bagdada in de berg Sesam. Er verschijnt een enorme zeef en deze haalt de rovers uit het zand van de woestijn tevoorschijn. De rovers worden verslagen en de vrienden kunnen nog net in de berg vluchten, die door Sidi wordt geopend, voordat ze door de zwaarden worden geraakt. Lambik vindt een kruik en gooit deze weg, dan verschijnt er een enorme reus uit de rook die uit de kruik opstijgt. De reus Poze-khes-oep brengt Sidi naar de tovenaar en gaat dan op weg om de anderen te halen. De reus vindt de vrienden in een boot op de rivier en Wiske gooit Schalulleke in het water. Sidi kan de tovenaar bewusteloos slaan, maar zit nog steeds gevangen in het kasteel. Lambik wil verstoppertje spelen met de reus en deze verstopt zich in de kruik, waarna Lambik de kruik afsluit en de kinderen wil gaan begraven.
Suske en Wiske zijn echter niet dood en maken een vlot van bamboestokken. De kinderen komen een krokodil tegen, maar kunnen aan het dier ontsnappen. Dan ziet Wiske Schalulleke, maar komt met het popje in een draaikolk terecht en Suske raakt enkele uren bewusteloos. Wiske kan Schalulleke redden uit een reuzenmossel en het popje spreekt tegen haar nu het zaagsel van de prinses weer terug is in haar eigen land. Wiske noemt haar prinses Zagemeel en gaat met het popje op zoek naar Suske. Suske vindt Lambik en als ze samen op zoek gaan naar Wiske komen ze in een grot terecht. Wiske klimt op een groot beeld en slaat op de gong, waarna het oog in het beeld zich opent en Wiske daarop kan zien wat zij wil. Ze ziet wat Suske en Lambik doen, maar als ze nogmaals op de gong slaat komt Ali-Ben-Salami weer bij.
Ali-Ben-Salami vliegt met zijn tapijt naar het beeld en gaat naar binnen, hij ziet Wiske en klimt door het oog naar buiten. Met hulp van Suske en Lambik weet Wiske de tovenaar te verslaan en ze gaat door het oog het beeld binnen. Met het vliegend tapijt gaan de vrienden naar het paleis en prinses Zagemeel belooft Lambik normaal te maken voordat ze met Sidi-ben-Moka naar de eeuwige tuinen van Allah vertrekt. Maar dan komt Ali-Ben-Salami weer bij en roept zijn tapijt terug, waarna de vrienden neerstorten. Prinses Zagemeel zegt de vrienden naar een weverij van vliegende tapijten te gaan en ze zien dat de omgeving van het gebouw in brand staat. De vrienden krijgen toch enkele tapijten in handen en zetten de achtervolging in. Met hypnotische blikken laat de tovenaar het tapijt van Wiske kantelen, maar Lambik kan haar nog opvangen. Schalulleke vliegt naar het paleis en de tovenaar pest Sidi met het popje.
De tovenaar gaat met Schalulleke en Sidi-ben-Moka naar de Geestenverdeling en gooit vloeibare zwavel in een schaal die gedragen wordt door zes bronzen duivels. De geesten zullen in het absolute niets vergaan door het vuur en zo zullen Sidi en zijn geliefde niet bij Allah komen. Wiske ziet alles achter een pilaar en gaat snel naar haar popje en Sidi als de tovenaar naar zijn boek gaat om een spreuk te lezen. Suske saboteert de machine van de tovenaar en als deze wil uitvinden waar de vrienden zich bevinden ontploft het apparaat. Suske wordt geraakt door het spreukenboek en raakt bewusteloos. De tovenaar ziet Wiske bij het beeld en hij raakt haar met een toverspreuk. Wiske raakt bewusteloos en de tovenaar gooit Schalulleke en Sidi in de schaal. De tovenaar wordt vastgebonden maar kan toch zijn spreuk opzeggen, waarna een vuur in de schaal begint te branden.
Wiske begint te lachen en vertelt dat ze Schalulleke en Sidi in een kist heeft gestopt. Ze legde lappen in de plaats van hen beide en deze zijn zonet verbrand in de schaal. Lambik haalt de kist en het paar komt tevoorschijn. Sidi snijdt Schalulleke open en haalt het zaagsel eruit waarna het spreukenboek wordt verbrand. Dan verschijnt het paar in hun normale gedaante en Ali-ben-Salami toont berouw voor zijn slechte daden. De tovenaar maakt Lambik weer normaal en volgt het paar naar de zevende tuin van Allah. Schalulleke is gevuld met de paardenstaart van Lambik. De vrienden keren met de Gyronef terug naar huis en zien Brussel.

## Achtergronden bij het verhaal
- Het verhaal bevat elementen van diverse sprookjes uit Duizend-en-één-nacht. Zo lijkt prinses Shehera-Sa-Gamell op Scheherazade die de verhalen aan Sjahriaar moet vertellen om te blijven leven, Ali Baba en de veertig rovers komen voor en de berg Sesam wordt met de spreuk Sesam, open u geopend. Ook komen onder andere een geest in een fles (Aladin en de wonderlamp) en vliegende tapijten voor.
- De naam "Poze-khes-oep" is een woordspeling op "portie soep" in het Antwerps dialect. Maar het is vooral "de sterkste man van Antwerpen", de kermisbokser Charles Brijs (zie o.m. Wim Van Gelder).
- Aan het einde van het verhaal werd in de oorspronkelijke versie verwezen naar de IJzertoren. Dit Vlaams-nationalistische symbool was in 1946 met een dynamietaanslag opgeblazen. De daders werden nooit gevonden en het duurde ettelijke jaren voor er genoeg geld was om de toren weer op te bouwen. In de hedendaagse albumversie heeft Lambik het hier over Brussel.
- De familie Snoek ziet de gyronef overvliegen als de vrienden terugkeren naar huis.
- Het prentje waarin Lambik betoverd wordt is tegenwoordig het uithangbord en symbool van de Amsterdamse stripwinkel Galerie Lambiek, die haar naam overigens ook van Lambik heeft afgeleid.